# The Summit (album 1966)
The Summit – kompilacyjny album muzyczny autorstwa Binga Crosby’ego, Deana Martina, Franka Sinatry oraz Sammy’ego Davisa Jr., wydany w 1966 roku przez wytwórnię Reprise Records. Album ten zawiera utwory nagrane w latach 1961–1965, z których trzy pochodzą z filmu Robin i 7 gangsterów i zostały umieszczone również na albumie Robin and the 7 Hoods z 1964 roku.

## Lista utworów
Utwory „Style”, „Don't Be A Do-Badder” oraz „Mister Booze” pochodzą z filmu Robin i 7 gangsterów.
|    | Wykonawca                                                | Tytuł                                     | Rok nagrania |
| A1 | Frank Sinatra, Bing Crosby, Dean Martin                  | „Style”                                   | 1964         |
| A2 | Frank Sinatra, Dean Martin, Sammy Davis Jr.              | „We Open In Venice”                       | 1963         |
| A3 | Frank Sinatra, Dean Martin                               | „Guys And Dolls”                          | 1963         |
| A4 | Dean Martin, Sammy Davis Jr.                             | „Sam's Song”                              | 1962         |
| A5 | Frank Sinatra, Sy Oliver                                 | „The One I Love Belongs To Somebody Else” | 1961         |
| A6 | Frank Sinatra, Bing Crosby, Dean Martin                  | „Fugue For Tinhorns”                      | 1963         |
| A7 | Frank Sinatra, Sammy Davis Jr.                           | „Me And My Shadow”                        | 1962         |
| B1 | Frank Sinatra, Dean Martin, Sammy Davis Jr.              | „The Summit”                              | 1965         |
| B2 | Frank Sinatra, Dean Martin, Bing Crosby                  | „The Oldest Established”                  | 1963         |
| B3 | Frank Sinatra, Bing Crosby, Fred Waring                  | „Go Tell It On The Mountain”              | 1964         |
| B4 | Sammy Davis Jr.                                          | „River Stay 'Way From My Door”            | 1962         |
| B5 | Frank Sinatra, Bing Crosby, Dean Martin, Sammy Davis Jr. | „Don't Be A Do-Badder”                    | 1964         |
| B6 | Frank Sinatra, Bing Crosby, Sammy Davis Jr., Dean Martin | „Mister Booze”                            | 1964         |